# Bredene Koksijde Classic
De Bredene Koksijde Classic, tot 2018 Handzame Classic genoemd, is een eendaagse wielerwedstrijd in de Belgische provincie West-Vlaanderen, die in 2011 voor het eerst op zichzelf verreden werd.
De wedstrijd vindt plaats in maart, op de vrijdag voor Milaan-San Remo. Tijdens de periode 2002-2010 was deze wedstrijd een onderdeel van de Driedaagse van West-Vlaanderen.  Sinds 2020 maakt hij deel uit van de UCI ProSeries. De wedstrijd behoorde in 2016 en 2017 ook tot het regelmatigheidscriterium Napoleon Games Cycling Cup.

## Lijst van winnaars

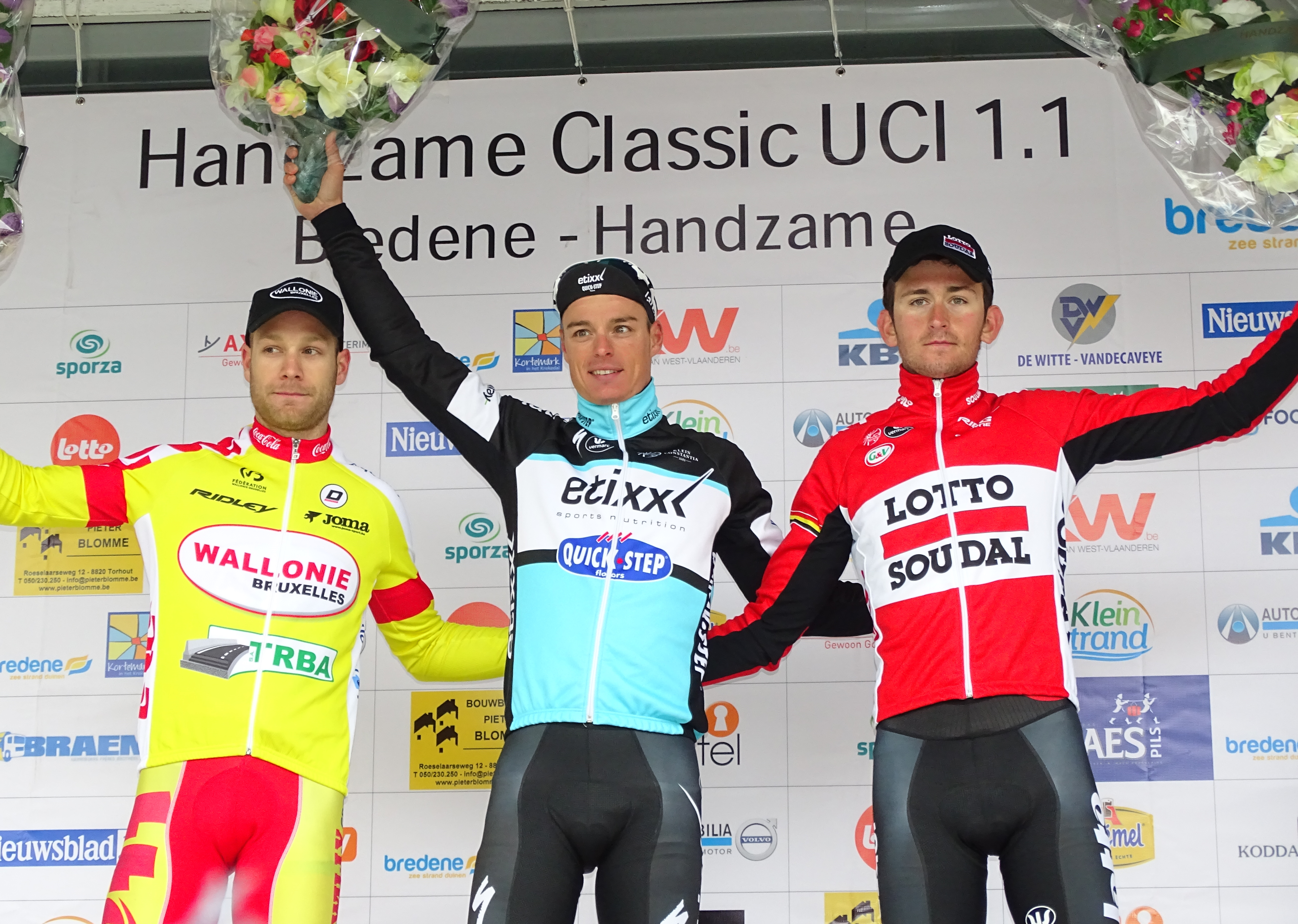
Handzame Classic 2015 : Antoine Demoitié (2), Gianni Meersman (1) en Tiesj Benoot (3).

### Overwinningen per land
| Overwinningen | Land                                                                                            |
| ------------- | ----------------------------------------------------------------------------------------------- |
| 7             | België                                                                                          |
| 3             | Duitsland, Italië                                                                               |
| 1             | Australië, Colombia, Estland, Frankrijk, Nederland, Noorwegen, Slovenië, Slowakije, Wit-Rusland |

2002 · 2003 · 2004 · 2005 · 2006 · 2007 · 2008 · 2009 · 2010 · 2011 · 2012 · 2013 · 2014 · 2015 · 2016 · 2017 · 2018 · 2019 · 2020 · 2021 · 2022 · 2023 · 2024 · 2025